# 塔里
塔里是巴布亞新畿內亞赫拉省的城鎮及省會，最高點海拔高度約1,500米，2000年人口8,186。2006年3月23日，一架小型飛機在該鎮附近墜毀，42歲瑞士籍機師死亡。